# النوبات الوليدية العائلية الحميدة
النوبات الوليدية العائلية الحميدة (بي إف إن إس)، تُعرف رسميًا باسم الاختلاجات الوليدية العائلية الحميدة (بي إف إن سي)، هي شكل نادر من النوبات وراثية المنشأ المنقولة على صبغي جسدي سائد. تتظاهر هذه النوبات بأعراض توترية رمعية لدى حديثي الولادة، عادة خلال الأيام السبعة الأولى من الحياة. يحتفظ حديثو الولادة بحالة طبيعية بين هذه الهجمات ويستمر تطورهم دون حوادث. تتراجع هذه النوبات عادة بشكل تلقائي خلال أول 15 أسبوع من الحياة. يرتفع معدل الاستعداد لدى هؤلاء المرضى للإصابة بالنوبات في وقت لاحق من الحياة، إذ تصل نسبة تطوير الأفراد المصابين في السابق بالنوبات الوليدية العائلية الحميدة لنوبات جديدة إلى 16% مقارنة بنسبة 2% لدى غيرهم من الأفراد الأصحاء. توجد ثلاثة أسباب وراثية معروفة للنوبات الوليدية العائلية الحميدة، إذ يرجع اثنان منها إلى قنوات البوتاسيوم المنشطة بالفولتية «كيه سي إن كيو 2» (بي إف إن سي 1) و«كيه سي إن كيو 3» (بي إف إن سي 2) بينما ينطوي السبب الثالث على الانقلاب الكروموسومي (بي إف إن سي 3). لا يوجد ارتباط واضح بين غالبية الطفرات المعروفة والتنوع السريري الملحوظ في النوبات الوليدية العائلية الحميدة.

## العلامات والأعراض
تتمثل العلامة الوحيدة على النوبات الوليدية العائلية الحميدة في النوبات المتطورة خلال الأسبوع الأول من الحياة، التي تمثل بشكل عام النوبات التوترية الرمعية. غالبًا ما يترافق بدء هذه النوبات بانقطاع التنفس، والزرقة وفرط التوتر ولا تتجاوز مدتها دقيقة واحدة.
لا يرتفع خطر تطوير النوبات الصرعية في وقت لاحق من الحياة لدى الأطفال المصابين بالنوبات الوليدية العائلية الحميدة.

## التدبير
يمكن السيطرة على النوبات الوليدية غالبًا من خلال إعطاء الفينوباربيتال. تخضع النوبات المتكررة التي تحدث في وقت لاحق من الحياة للمعالجة بالوسائل المعيارية (التي يغطيها المقال الرئيسي حول الصرع). بالاستناد إلى شدة النوبات، قد يُرسل الأطفال المصابون إلى منازلهم مع أجهزة مراقبة للقلب والأكسجين موصولة إلى الطفل بواسطة قضيب على أقطاب كهربائية من أجل كشف أي نشاط نوبي. تسمح أجهزة المراقبة بتحميل قراءاتها مرة كل شهر في موقع رئيسي من أجل السماح للطبيب بقراءة الميعاد اللاحق. يُعتبر استخدام جهاز المراقبة من الإجراءات الوقائية فقط نظرًا إلى قدرة الدواء لوحده على كبح تطور أي نوبات. تزول ضرورة استخدام جهاز المراقبة بمجرد فطام الطفل عن الفينوباربيتال.

## لمحة تاريخية
وصف أندرياس ريت النوبات الوليدية العائلية الحميدة لأول مرة في عام 1964 واكتسبت اسمها بعد أربع سنوات بواسطة مجموعة أخرى من الباحثين. يُشتهر أندرياس ريت بشكل أكبر من خلال توصيفه اللاحق لمتلازمة ريت.